# Грем’ячево (Нижньогородська область)
Грем’ячево (рос. Гремячево) — робітниче селище в Кулебацькому міському окрузі Нижньогородської області Російської Федерації.
Населення становить 4459 осіб. Входить до складу муніципального утворення Міський округ місто Кулебаки.

## Історія
Раніше населений пункт належав до ліквідованого 2015 року Кулебацького району. До 2015 року входило до складу муніципального утворення Робітниче селище Грем'ячево.

## Населення
| 1979  | 1989  | 2002  | 2008  | 2009  | 2010  | 2011  |
| ----- | ----- | ----- | ----- | ----- | ----- | ----- |
| 3660  | ↗5335 | ↘5303 | ↘5272 | ↗5293 | ↘5262 | ↗5265 |
| 2012  | 2013  | 2014  | 2015  | 2016  | 2017  |       |
| ↘5252 | ↘5227 | ↘5223 | ↘5174 | ↘5145 | ↘5140 |       |